# Québécisme
Un québécisme est un régionalisme caractéristique du français québécois. Historiquement, on a aussi parlé indistinctement de canadianisme et de québécisme, mais ce ne sont pas toutes les particularités du français québécois que partagent les autres variétés de français du Canada.

## Définition duDictionnaire québécois-français
Le Dictionnaire québécois-français donne la note suivante :

« […] mot apparu dans les années 70 ; il est en concurrence avec canadianisme ; selon ses opinions politiques, le locuteur dira plutôt canadianisme ou québécisme. »

## Selon Claude Poirier
Claude Poirier classe les québécismes de la manière suivante dans son Français en Amérique du Nord :
- québécisme lexématique
- québécisme sémantique
- québécisme grammatical
- québécisme phraséologique (expression particulière au Québec, comme faire beau soleil)
- québécisme de statut (connotation, terme marqué différemment)

Les spécialistes parlent également de québécisme phonétique. Par exemple, l'emprunt à l'anglais ring se prononce [ʁɪɲ] au Québec, mais [ʁiŋɡ] en Europe.

## Selon le Grand dictionnaire terminologique
Le Grand dictionnaire terminologique fait la distinction entre québécisme formel (de forme) et québécisme sémantique (de sens). Ce classement va à l'encontre du préjugé qui veut qu'un mot ne peut être un québécisme que si sa forme est originale.